# Buk (powiat goleniowski)
Buk (niem. Böck) – osada w Polsce położona w województwie zachodniopomorskim, w powiecie goleniowskim, w gminie Przybiernów, 3 km na wschód od Czarnogłów, 6,5 km na południe-południowy zachód od Golczewa, 6,5 km na wschód od stacji kolejowej Rokita.
W latach 1975–1998 miejscowość należała administracyjnie do województwa szczecińskiego. Buk jest miejscem corocznych, wakacyjnych plenerów artystycznych.

## Historia

Herb Flemingów

Pierwsza wzmianka z 1225 roku przy rycerzu Mikołaju, od połowy XIII w. wieś siedzibą rodową Plotzów, którzy wybudowali zamek. W XIV w. Buk nabyli Flemmingowie (przybyli na Pomorze w XII w. z Flandrii), w tym czasie stając się jednym z najpotężniejszych rodów księstwa pomorskiego. Flemmingowie wznosząc na początku XIV w. nowy zamek Schlossgesessen (siedziba), z murem obronnym i wieżą bramną, nieco na południowy wschód od dotychczasowej warowni Plotzów, na wiele lat uczynili Buk swoją główną posiadłością. Ostatni dokładny opis zamku pochodzi z 1587. W XVI w. trzy rodziny Flemmingów przeprowadziły się do nowych budynków, a opuszczony zamek popadł w XVII w. w ruinę. Zachowały się sklepienia beczułkowe i zwierciadlane. 

## Zabytki
- Dwór późnorenesansowy z 1683, z XV-wiecznymi piwnicami. Dwór powstał dla świerzańskiej linii Flemmingów poprzez przebudowę gorzelni (niem. Branhaus). Fasada, portal i narożniki boniowane, zdobienia gzymsami. Powyżej głównego portalu wejściowego nisza z tarczą herbową Flemmingów. W XVIII w. od frontu, założono park francuski, leśny, obecnie o powierzchni 100 ha. Drzewostan dębowo-bukowy z grabowymi alejami oraz okazami lip i świerków. W 1770 Flemingowie dokonali podziału majątku, Buk przypadł Juliuszowi Fryderykowi. W XIX wieku dwór przebudowano. Będący w ruinie dwór odbudowano po 1979. Od 1990 mieści się w nim Biblioteka Składowa szczecińskiej Książnicy Pomorskiej[4].
- Ruiny zamku Flemmingów z XIV wieku na południowy wschód od dworu, wcześniej w tym miejscu grodzisko z XII w.
- Wały i fosy na planie czworokąta, będące pozostałością dawnego dworu Flemmingów mierzęcińskich z połowy XVI wieku. Budynek murowany miał rzut litery "L". Założenie znajdowało się w zachodnim krańcu wsi, na terenie parku.
- Cmentarz z XVI w. ze zniszczonym grobowcem Flemmingów.

## Przyroda
- 1,2 km na południe rezerwat przyrody "Golczewskie Uroczysko", leśny, o powierzchni 101,05 ha, utworzony 5 maja 2004.